# Вирупа
Вирупа (също и Вирупакша, на тибетски: Тутоп Вангчук) е индийски будистки учител, роден в Бенгал през VII или VIII век н.е. Той е измежду 84-те махасидхи и държателите на приемствености, които по-късно стават основа за тибетската школа Сакя.
Няма единно становище за подробностите от живота на Вирупа. Според някои тибетски източници е роден в Трипура в Източна Индия, става монах в Сомапура Махавихара и практикува Чакрасамвара тантра. Според Таранатха той е живял в Махаращра. Според други Вирупа е роден в кралско семейство, дава обети на послушник и постъпва в университета Наланда, където по-късно става игумен.
След седемдесет години на упорита и еднонасочена медитационна практика той не показва никакъв знак за реализация, а в живота му се редуват неблагоприятни събития. Тогава той решава, че няма връзка с тантричните методи и в това състояние на ума изхвърля медитационната си броеница (санскр. мала) в тоалетната и престава да практикува.
Същата нощ обаче дакини Найратмия се появява пред него и казва:
Благородни сине, не постъпвай така! Вдигни малата си, почисти я и продължи своята практика! Аз съм твоят идам, с когото имаш кармична връзка и ще ти дам благословия.

.
На следващата вечер Найратмия отново се появява пред него, този път в своето енергийно поле (санскр. мандала) от петнадесет женски буда аспекти. Тя му предава четири посвещения, при което Вирупа достига първото бодхисатва ниво (санскр. бхуми) и така започва „пътя на виждането“. На двадесет и деветата нощ той достига шестото бхуми. Монашеската общност в Наланда забелязва, че се случва нещо странно и гледат подозрително на поведението на Вирупа, така че той напуска манастира.
Вирупа по-специално е почитан като източникът на важната за школата Сакя медитативна система Ламдре и е считан за индийският основател на линията. На него се приписват и серия същностни инструкции (Ваджра стихове) за Хеваджра Тантра.